# Petru Racu
Petru Racu (ur. 17 lipca 1987 w Kiszyniowie) – mołdawski piłkarz grający na pozycji obrońcy w mołdawskim klubie Sheriff Tyraspol.

## Kariera klubowa
Racu rozpoczynał swoją karierę w Zimbru Kiszyniów. W 2007 przeszedł do IFK Norrköping, w którym występował do 2011. W międzyczasie był wypożyczony do fińskiego MYPA. Na początku 2012 przeniósł się do FC Hjørring, rozgrywając w jego barwach dwa spotkania. Był też zawodnikiem Veris Kiszyniów i Milsami Orgiejów.

## Reprezentacja
Racu zadebiutował w reprezentacji Mołdawii 11 sierpnia 2010 w meczu z Gruzją.